# Беспредел в Лос-Анжелесе
The L.A. Riot Spectacular — фильм-сатира 2005 года о Лос-Анджелесском бунте 1992 года. Автор сценария, и режиссёр клипмейкер Эмилио Эстевес, и кинозвёзды Snoop Dogg, Чарльз С. Даттон, Чарльз Дёрнинг, Кристофер Макдональд, Майкл Баффер, Тед Левин, Джонатан Липники и Рон Джереми.

## В ролях
| Актёр/Актриса        | Роль                 |
| -------------------- | -------------------- |
| Майкл Берримор       | рассказчик           |
| Т.К. Картер          | Родни                |
| Чарльз Даттон        | Том Бредли           |
| Эмилио Эстевес       | офицер Пауэлл        |
| Джордж Гамильтон     | Король Беверли-Хиллз |
| Чарльз Дёрнинг       | адвокат              |
| Кристофер Макдональд | офицер Кун           |
| Джонатан Липники     | Том Сэлтин Мл.       |
| Тед Левайн           | Том Сэлтин           |
| Ронни Кокс           | шеф Дерил Гейтс      |
| Уильям Форсайт       | Джордж Холлидей      |